# Joel Camargo
Joel Camargo (Santos, 18 settembre 1946 – Santos, 23 maggio 2014) è stato un calciatore brasiliano, di ruolo difensore. Campione del mondo la Nazionale brasiliana nel 1970.
È morto a causa di un'insufficienza renale nel 2014 presso la Santa Casa de Misericórdia di Santos all'età di 67 anni.

## Carriera

### Club
Joel iniziò la sua carriera nel 1963 nelle file della Portuguesa, per poi passare al Santos, in cui rimase fino al 1971. Con la squadra paulista vinse cinque campionati statali, due Taça Brasil, due Tornei Rio-San Paolo, un Torneo Roberto Gomes Pedrosa, una Recopa Sudamericana e una Supercoppa dei Campioni Intercontinentali
Nel 1971 si trasferì in Europa ai francesi del Paris Saint-Germain e nel 1973 tornò in patria al Saad, dove chiuse la carriera.

### Nazionale
Joel conta 28 presenze con la Nazionale brasiliana, con cui esordì il 30 maggio 1964 a Rio de Janeiro contro l'Inghilterra (5-1).
Con la Seleção ha partecipato ai Mondiali 1970, vinti dal Brasile, dove però non scese mai in campo.

## Palmarès

### Club

#### Competizioni statali
- Campionato paulista: 5

Santos: 1964, 1965, 1967, 1968, 1969

#### Competizioni nazionali
- Taça Brasil: 2

Santos: 1964, 1965
- Torneo Rio-San Paolo: 2

Santos: 1964, 1966
- Torneo Roberto Gomes Pedrosa: 1

Santos: 1968

#### Competizioni internazionali
- Supercoppa dei Campioni Intercontinentali: 1

Santos: 1968

### Nazionale
- Campionato mondiale: 1

Messico 1970